# Dobrossy István (ügyvéd)
Dobrossy István (Mezőkeresztes, 1810. november 12. – Mezőkövesd, 1853. december 28.) ügyvéd, költő, műfordító, gyorsíró.

## Élete
1837-ben Miskolcon, Borsod megyében Bakó alügyész mellett jurátuskodott; 1838 tavaszán Pestre ment. Ez időben németből fordította a Worte des Glaubens című munkát. 1843-ban Pozsonyban az Országgyűlési Tudósításokba dolgozott Kossuth Lajos mellett, kinek kedves embere volt. 1848-ban kiadta Kölcsey Ferenc országgyűlési naplóját; az 1849. hadjárat alatt a magyar kormány megbízásából mint történetíró működött. A szabadságharc után Mezőkeresztesre vonult és ott ügyvédkedett.
Nevét mindig Dobrossynak írta a keresztnév kitétele nélkül.

## Munkái
- Nemes és polgár, vígjáték 5 felvonásban Scribe után ford. Buda, 1842. (Szinműtár, kiadta Nagy Ignácz III. kötet, 1. füzet.)
- Gyorsirás Taylor rendszere után magyar nyelvre alkalmazta D…y I. Pest, 1843. (Borsos Márton műve más alakban, kevés hozzáadással.) Ezen tankönyv szerint tanultak és írtak azon időben Hajnik Károly, Stuller Ferencz, Szily Barnabás és más gyorsírók; de ezen időben kezdett Magyarországon Novák rendszere is használtatni, főleg Lukács János, Pászthory Zsigmond és Gyurits Antal által, és így nálunk két rendszer nyert alkalmazást, míg Németországban a Gabelsberger rendszere terjedt el.

Különféle álnevek alatt írt; némelyek szerint az Életképekben 1845-ben Sebeshelyi Gábor név alatt megjelent bírálat Bánk bánról szintén az ő műve.
Kéziratban maradtak fordított színművei: A selyem-árus, vigj. 5 felv. Scribe után francziából ford. a m. t. társ. költségén (először adták 1841. szept. 20-án a pesti nemzeti színházban) és Coriolan, Shakespeare után fordította Egressy Gáborral együtt (először 1842. jan. 25-én Pesten a nemzeti színházban), mindkét színmű kézirata a nemzeti színház levéltárában; egy fordított színműve: Hogy kell összeesküdni, vígjáték 5 felvonásban Scribe után fordítva.
A sárospataki nyelvművelő társaság Parthenon című évkönyveiben (Sárospatak I. 1834. II. 1837.) jelentek meg költeményei; egy ideig a Jelenkorban és Társalkodóba dolgozott, később a Regélő Pesti Divatlapnak (1842.), Frankenburg Életképeinek és a Pesti Divatlapnak munkatársa volt, hol (1844–46) több elbeszélése s egy cikke: Intézkedés Pest városa megerősítése iránt (1848) jelent meg.